# Anton Schaaf (Politiker, 1962)
Anton „Toni“ Schaaf (* 30. Januar 1962 in Langenfeld, Nordrhein-Westfalen; † 2. November 2020) war ein deutscher Politiker (SPD) und Gewerkschafter.

## Leben
Schaaf wuchs als Sohn einer alleinerziehenden Mutter mit vier Geschwistern in Langenfeld im Rheinland auf und lebte von Sozialhilfe. Nach der Hauptschule absolvierte er zunächst eine Lehre zum Maurer, danach die Mittlere Reife und den Zivildienst, wonach er im Garten- und Landschaftsbau und darauffolgend neun Jahre als Fahrer bei der Müllabfuhr der Stadt Mülheim an der Ruhr tätig war. Als Schüler trat er 1977 in die Sozialistische Jugend Deutschlands – Die Falken ein und gehörte später deren Bundesvorstand an. Außerdem wurde Schaaf als Auszubildender Gewerkschaftsmitglied, trat 1986 in die SPD ein und wurde später als Betriebsrat von der Müllabfuhr freigestellt. Er war mit der Verwaltungsjuristin Monika Müller verheiratet, die für die SPD-Bundestagsfraktion und die Sozialdemokratische Gemeinschaft für Kommunalpolitik gearbeitet hat, als Oberbürgermeisterin kandidierte und seit 2011 als Dezernentin tätig ist. Anton Schaaf war Vater von vier Kindern.
Schaaf war Mitglied im Gemeinderat von Mülheim an der Ruhr und leitete von 2001 bis 2002 den SPD-Ortsverein Dümpten-Nord. 2002 wurde er in den Bundestag gewählt und saß bis 2013 als jeweils direkt gewählter Abgeordneter des Wahlkreises Mülheim – Essen I im Parlament. Bei der Bundestagswahl 2005 erreichte er hier 52,6 % der Erststimmen, bei der Bundestagswahl 2009 41,4 %. Von 2003 bis 2005 war er Sprecher der SPD-Bundestagsfraktion im Unterausschuss „Bürgerschaftliches Engagement“ und zugleich Sprecher der zugehörigen Fraktionsarbeitsgruppe. 2005 wurde Schaaf rentenpolitischer Sprecher der SPD-Bundestagsfraktion, im November 2007 stellvertretender Sprecher der Arbeitsgruppe Arbeit und Soziales. Im Oktober 2007 wurde er in den erweiterten Fraktionsvorstand gewählt. Im 16. Deutschen Bundestag war er der einzige Arbeiter der SPD-Fraktion. Bei der Bundestagswahl 2013 trat er zu Gunsten seiner Frau Monika Müller nicht mehr an, da sie 2011 Bürgermeisterin für Soziales in Pforzheim nahe ihrer früheren Heimat geworden war und er gemeinsam mit der Familie dorthin umgezogen war.
2016 kandidierte Schaaf im Wahlkreis Bretten, der Teile des Landkreises Karlsruhe umfasst, für den Landtag von Baden-Württemberg, erreichte angesichts des historisch schlechten Abschneidens der SPD bei der Landtagswahl jedoch nur 12,1 % der Stimmen hinter den Kandidaten von Grünen, CDU und AfD, was nicht für ein Zweitmandat in dem Wahlkreis ausreichte. Von 2016 bis 2018 war er Kreisvorsitzender der SPD Karlsruhe-Land, bis er nach Wolfsburg in Niedersachsen umzog, weil seine Frau Monika Müller dort Stadträtin (Dezernentin) für Sport, Soziales und Gesundheit wurde.
Am 2. November 2020 starb Schaaf im Alter von 58 Jahren.